# Calderón (film)
Calderón è un film del 1981 diretto da Giorgio Pressburger, girato in Friuli-Venezia Giulia nei luoghi "pasoliniani".

## Trama
Nella Spagna franchista una donna vive una realtà che è solo sogno.

## Distribuzione
È stato presentato nel 1981 al Festival Internazionale del Cinema di San Sebastián e trasmesso da Raitre il 1º febbraio 1985.

## La critica
«Ne risulta uno straordinario tessuto poetico nelle cui trame si vede la tematica pasoliniana unita a spunti psicanalitici.»
«Il rispetto di Pressburger per il testo di origine [...] si fonde ad una più vasta interpretazione del pensiero pasoliniano [..] che fanno del film un'opera complessa e affascinante.»

## Riconoscimenti
- 1981 - Festival Internazionale del Cinema di San Sebastián. Premio FIPRESCI nuovi registi[4]
- 1982 - Globo d'oro alla miglior opera prima